# Грбови рејона Калмикије
Грбови рејона Калмикије обухвата галерију грбова административних јединица руске федералне републике Калмикије, са статусом градских округа и рејона, те њихове историјске грбове (уколико их има).
Већина грбова настала је након проглашење Републике Калмикије 1992. године.

## Грбови округа и рејона
- 1 — Грб рејона 
 Городовиковски
- 2 — Грб рејона 
 Ики-Буруљски
- 3 — Грб рејона 
  Кетчењеровски
- 4 — Грб рејона 
 Лагански
- 5 — Грб рејона 
 Малођербјетовски
- 6 — Грб рејона 
  Октобарски
- 7 — Грб рејона 
  Пријутњенски
- 8 — Грб рејона 
  Сарпински
- 9 — Грб рејона 
  Цјелиниј
- 10 — Грб рејона 
  Черноземељски
- 11 — Грб рејона 
  Јустински
- 12 — Грб рејона 
  Јашалтински
- 13 — Грб рејона 
  Јашкуљски